# Salle omnisports Mohamed-Mzali
La salle omnisports Mohamed-Mzali (arabe : صالة محمد مزالي الرياضية) ou simplement salle Mzali est une salle omnisports de Monastir en Tunisie, principalement dédiée au basket-ball.
Baptisée du nom de Mohamed Mzali, ancien Premier ministre et vice-président du Comité international olympique, elle abrite le club de basket-ball local, l'Union sportive monastirienne.

## Histoire
La salle est inaugurée le 8 avril 2006 par Abdallah Kaâbi, ministre de la Jeunesse, du Sport et de l'Éducation physique.
La salle, mise aux normes internationales une première fois en 2014 pour accueillir, entre autres, la finale du Trophée des champions de handball (France), fait régulièrement l'objet de rénovations et mises à niveau, la dernière en 2024.

## Événements
La salle a accueilli les événements suivants :
- les matchs de championnat de l'Union sportive monastirienne ;
- la 5e édition du Trophée des champions, compétition française de handball organisée par la Ligue nationale de handball[4] ;
- la 27e édition du championnat d'Afrique des clubs de volley-ball féminin[5],[6].

## Équipements
- 4 075 places[7] ;
- une tribune officielle ;
- une salle de presse.